# Gigartinaceae
Gigartinaceae, porodica crvenih alga, dio reda Gigartinales. Postoji devet rodova sa 141 priznatih vrsta

## Rodovi i broj vrsta
1. Chondracanthus Kützing 21
2. Chondrus Stackhouse 12
3. Gigartina Stackhouse 39
4. Iridaea Bory de Saint-Vincent 16
5. Mazzaella G.De Toni f. 30
6. Ostiophyllum Kraft 1
7. Psilophycus W.A.Nelson, Leister & Hommersand 1
8. Rhodoglossum J.Agardh 5
9. Sarcothalia Kützing 14